# Wereldkampioenschappen kunstschaatsen 1978
De Wereldkampioenschappen kunstschaatsen is een evenement dat georganiseerd wordt door de Internationale Schaatsunie.
Het WK toernooi van 1978 vond plaats in Ottawa, provincie Ontario. Het was voor de vierde maal dat de Wereldkampioenschappen Kunstschaatsen in Canada plaatsvonden. Voor Ottawa  vonden de WK toernooien plaats in Montreal (1932), Vancouver (1960) en Calgary (1972).
Voor de mannen was het de 68e editie, voor de vrouwen de 58e editie, voor de paren de 56e editie, en voor de ijsdansers de 26e editie.

## Historie
De Duitse en Oostenrijkse schaatsbond, verenigd in de "Deutscher und Österreichischer Eislaufverband", organiseerden zowel het eerste EK Schaatsen voor mannen als het eerste EK Kunstrijden voor mannen in 1891 in Hamburg, Duitsland, nog voor het ISU in 1892 werd opgericht. De internationale schaatsbond nam in 1892 de organisatie van het EK Kunstrijden over. In 1895 werd besloten voortaan de Wereldkampioenschappen kunstschaatsen te organiseren en kwam het EK te vervallen. In 1896 vond de eerste editie voor de mannen plaats. Vanaf 1898 vond toch weer een herstart plaats van het EK Kunstrijden.
In 1906, tien jaar na het eerste WK voor de mannen, werd het eerste WK voor de vrouwen georganiseerd en twee jaar later, in 1908, vond het eerste WK voor de paren plaats. In 1952 werd de vierde discipline, het WK voor de ijsdansers, eraan toegevoegd.
Er werden geen kampioenschappen gehouden tijdens en direct na de Eerste Wereldoorlog (1915-1921) en tijdens en direct na de Tweede Wereldoorlog (1940-1946) en in 1961 vanwege de Sabena vlucht 548 vliegtuigramp op 15 februari op Zaventem waarbij alle passagiers, waaronder de voltallige Amerikaanse delegatie voor het WK kunstrijden op weg naar Praag, om het leven kwamen.

## Deelname
Er namen deelnemers uit 19 landen deel aan deze kampioenschappen. Zij vulden 73 startplaatsen in. Er namen geen deelnemers uit België aan deze kampioenschappen deel.
Voor Nederland kwam debutante Astrid Jansen in de Wal bij de vrouwen uit.
(Tussen haakjes het totaal aantal startplaatsen over de disciplines.)
| Verenigde Staten (11) Sovjet-Unie (11) Canada (8) Duitse Democratische Republiek (6) West-Duitsland (6) | Japan (5) Verenigd Koninkrijk (5) Australië (3) Frankrijk (3) Italië (2) | Oostenrijk (2) Tsjecho-Slowakije (2) Zuid-Korea (2) Zwitserland (2) Finland (1) | Hongarije (1) Nederland (1) Nieuw-Zeeland (1) Zweden (1) |

## Medailleverdeling
Bij de mannen werd Charles Tickner de nieuwe wereldkampioen. Jan Hoffmann veroverde zijn vijfde WK medaille, derde in 1973, eerste in 1974 , derde in 1976 derde, tweede in 1977 en dit jaar. Robin Cousins op de derde plaats veroverde zijn eerste WK medaille.
Bij de vrouwen veroverde Anett Pötzsch na haar tweede plaats in 1977 dit jaar de wereldtitel. De wereldkampioene van 1977, Linda Fratianne, werd dit jaar tweede. Susanna Driano op de derde plaats veroverde haar eerste WK medaille en de tweede medaille voor Italië, in 1953 won Carlo Fassi ook een bronzen medaille bij de mannen.
Bij het paarrijden veroverde Irina Rodnina haar tiende opeenvolgende wereldtitel, van 1969-1972 deed ze dit met partner Aleksej Oelanov, van 1973-1978 met partner Aleksandr Zajtsev. Het paar Manuela Mager / Uwe Bewersdorf op de tweede plaats veroverden hun eerste WK medaille. Het paar Tai Babilonia / Randy Gardner veroverden hun tweede medaille, net als in 1977 werden zij derde.
Bij het ijsdansen veroverden Natalja Linitsjoek / Gennadi Karponossov hun derde medaille, in 1974 werden zij tweede, in 1977 derde en dit jaar wereldkampioen. Irina Moiseeva / Andrei Minenkov veroverden hun vierde medaille, in 1975, 1977 wereldkampioen, in 1976 en dit jaar tweede. Het paar Krisztina Regöczy / Andras Sallay op de derde plaats veroverden hun eerste medaille.
| Discipline | Goud ·                                   | Zilver ·                         | Brons ·                           |
| ---------- | ---------------------------------------- | -------------------------------- | --------------------------------- |
| Mannen     | Charles Tickner                          | Jan Hoffmann                     | Robin Cousins                     |
| Vrouwen    | Anett Pötzsch                            | Linda Fratianne                  | Susanna Driano                    |
| Paren      | Irina Rodnina / Aleksandr Zajtsev        | Manuela Mager / Uwe Bewersdorf   | Tai Babilonia / Randy Gardner     |
| IJsdansen  | Natalja Linitsjoek / Gennadi Karponossov | Irina Moiseeva / Andrei Minenkov | Krisztina Regöczy / Andras Sallay |

## Uitslagen

### Mannen / Vrouwen
| Goud   | Charles Tickner   | Vlag van Verenigde Staten               |  |
| Zilver | Jan Hoffmann      | Vlag van Duitse Democratische Republiek |  |
| Brons  | Robin Cousins     | Vlag van Verenigd Koninkrijk            |  |
| 4      | Vladimir Kovalev  | Vlag van Sovjet-Unie                    |  |
| 5      | Igor Bobrin       | Vlag van Sovjet-Unie                    |  |
| 6      | David Santee      | Vlag van Verenigde Staten               |  |
| 7      | Fumio Igarashi    | Vlag van Japan                          |  |
| 8      | Mitsuro Matsumura | Vlag van Japan                          |  |
| 9      | Mario Liebers     | Vlag van Duitse Democratische Republiek |  |
| 10     | Brian Pockar      | Vlag van Canada                         |  |
| 11     | Scott Hamilton    | Vlag van Verenigde Staten               |  |
| 12     | Vern Taylor       | Vlag van Canada                         |  |
| 13     | Konstantin Kokora | Vlag van Sovjet-Unie                    |  |
| 14     | Rudi Cerne        | Vlag van Duitsland                      |  |
| 15     | Gilles Beyer      | Vlag van Frankrijk                      |  |
| 16     | Brian Meek        | Vlag van Australië                      |  |
| 17     | Soo Bong-han      | Vlag van Zuid-Korea                     |  |

| Goud   | Anett Pötzsch             | Vlag van Duitse Democratische Republiek |  |
| Zilver | Linda Fratianne           | Vlag van Verenigde Staten               |  |
| Brons  | Susanna Driano            | Vlag van Italië                         |  |
| 4      | Dagmar Lurz               | Vlag van Duitsland                      |  |
| 5      | Denise Biellmann          | Vlag van Zwitserland                    |  |
| 6      | Elena Vodorezova          | Vlag van Sovjet-Unie                    |  |
| 7      | Lisa-Marie Allen          | Vlag van Verenigde Staten               |  |
| 8      | Emi Watanabe              | Vlag van Japan                          |  |
| 9      | Priscilla Hill            | Vlag van Verenigde Staten               |  |
| 10     | Carola Weissenberg        | Vlag van Duitse Democratische Republiek |  |
| 11     | Karena Richardson         | Vlag van Verenigd Koninkrijk            |  |
| 12     | Heather Kemkaran          | Vlag van Canada                         |  |
| 13     | Claudia Kristofics-Binder | Vlag van Oostenrijk                     |  |
| 14     | Kristiina Wegelius        | Vlag van Finland                        |  |
| 15     | Natalia Strelkova         | Vlag van Sovjet-Unie                    |  |
| 16     | Danielle Rieder           | Vlag van Zwitserland                    |  |
| 17     | Cathie MacFarlane         | Vlag van Canada                         |  |
| 18     | Astrid Jansen in de Wal   | Vlag van Nederland                      |  |
| 19     | Karin Riediger            | Vlag van Duitsland                      |  |
| 20     | Bodil Olsson              | Vlag van Zweden                         |  |
| 21     | Robyn Burley              | Vlag van Australië                      |  |
| 22     | Choo Young-Soon           | Vlag van Zuid-Korea                     |  |
| 23     | Katie Symmonds            | Vlag van Nieuw-Zeeland                  |  |

### Paren / IJsdansen
| Goud   | Irina Rodnina Aleksandr Zajtsev    | Vlag van Sovjet-Unie                    |        |
| Zilver | Manuela Mager Uwe Bewersdorf       | Vlag van Duitse Democratische Republiek |        |
| Brons  | Tai Babilonia Randy Gardner        | Vlag van Verenigde Staten               |        |
| 4      | Marina Cherkasova Sergei Shakhrai  | Vlag van Sovjet-Unie                    |        |
| 5      | Sabine Baess Tassilo Thierbach     | Vlag van Duitse Democratische Republiek |        |
| 6      | Ingrid Spieglova Alan Spiegl       | Vlag van Tsjechië                       |        |
| 7      | Marina Pestova Stanislav Leonovich | Vlag van Sovjet-Unie                    |        |
| 8      | Susanne Scheibe Andreas Nischwitz  | Vlag van Duitsland                      |        |
| 9      | Sheryl Franks Michael Botticelli   | Vlag van Verenigde Staten               |        |
| 10     | Gail Hamula Frank Sweiding         | Vlag van Verenigde Staten               |        |
| 11     | Lee-Ann Jackson Paul Mills         | Vlag van Canada                         |        |
| 12     | Sabine Fuchs Xavier Videau         | Vlag van Frankrijk                      |        |
| 13     | Gabrielle Beck Jochen Stahl        | Vlag van Duitsland                      |        |
| 14     | Elizabeth Cain Peter Cain          | Vlag van Australië                      |        |
| 15     | Kyoko Hagiwara Sumio Murata        | Vlag van Japan                          |        |
| -      | Sherri Baier Robin Cowan           | Vlag van Canada                         | t.z.t. |

| Goud   | Natalja Linitsjoek Gennadi Karponossov    | Vlag van Sovjet-Unie         |        |
| Zilver | Irina Moiseeva Andrei Minenkov            | Vlag van Sovjet-Unie         |        |
| Brons  | Krisztina Regöczy Andras Sallay           | Vlag van Hongarije           |        |
| 4      | Janet Thompson Warren Maxwell             | Vlag van Verenigd Koninkrijk |        |
| 5      | Liliana Rehakova Stanislav Drastich       | Vlag van Tsjechië            |        |
| 6      | Lorna Wighton John Dowding                | Vlag van Canada              |        |
| 7      | Marina Zueva Andrei Vitman                | Vlag van Sovjet-Unie         |        |
| 8      | Carol Fox Richard Dalley                  | Vlag van Verenigde Staten    |        |
| 9      | Stacey Smith John Summers                 | Vlag van Verenigde Staten    |        |
| 10     | Susi Handschmann Peter Handschmann        | Vlag van Oostenrijk          |        |
| 11     | Jayne Torvill Christopher Dean            | Vlag van Verenigd Koninkrijk |        |
| 12     | Patricia Fletcher Michael de la Penotiere | Vlag van Canada              |        |
| 13     | Stefania Bertele Walter Cecconi           | Vlag van Italië              |        |
| 14     | Henriette Froschl Christian Steiner       | Vlag van Duitsland           |        |
| 15     | Muriel Boucher Yves Malatier              | Vlag van Frankrijk           |        |
| 16     | Michiko Abe Nozomu Sakai                  | Vlag van Japan               |        |
| -      | Kay Barsdell Kenneth Foster               | Vlag van Verenigd Koninkrijk | t.z.t. |